# Jody Viviani
Jody Viviani (La Ciotat, 25 januari 1982) was een Frans voetbaldoelman die voor onder andere AS Saint-Étienne en Montpellier HSC speelde, sinds de zomer van 2019 is hij keeperstrainer bij SC Toulon.